# 대통령의 죽음
《대통령의 죽음》(Death Of A President)은 영국에서 제작된 가브리엘 레인지 감독의 2006년 미스터리, 드라마, 스릴러, 범죄 영화이다. 2007년 10월 19일 일리노이주 시카코에서 발생한 제43대 대통령 조지 W. 부시에 대한 가공의 학살에 대해 다루었다. 헨드 아요브 등이 주연으로 출연하였고 에드 게인니 등이 제작에 참여하였다.

## 출연

### 주연
- 헨드 아요브
- 브라이언 볼랜드

### 조연
- 벡키 앤 베이커
- 로버트 맨지아디
- 제이 패터슨
- 제이 휘테커
- 마이클 레일리 버크
- 제임스 얼바니악
- 네코 파햄
- 시나 존

## 기타
- Line PD: 크리스티나 바롯시스
- Line PD: 도낼 맥커스커
- 미술: 게리 보우
- 배역: 클레어 사이몬
- 배역: 신디 톨란